# Drebsk
Drebsk (biał. Дрэбск; ros. Дребск) – wieś na Białorusi, w obwodzie brzeskim, w rejonie łuninieckim, w sielsowiecie Kożangródek, nad Cną.
Znajduje tu się przystanek kolejowy Drebsk, położony na linii Homel – Łuniniec – Żabinka.

## Historia
W dwudziestoleciu międzywojennym leżał w Polsce, w województwie poleskim, w powiecie łuninieckim, do 18 kwietnia 1928 w gminie Kożangródek, następnie w gminie Łachwa. Po II wojnie światowej w granicach Związku Sowieckiego. Od 1991 w niepodległej Białorusi.